# 2000 CW91
2000 CW91 är en asteroid i huvudbältet som upptäcktes den 6 februari 2000 av LINEAR i Socorro County, New Mexico.
Asteroiden har en diameter på ungefär 5 kilometer och den tillhör asteroidgruppen Eunomia.